# Journey to the Centre of the Earth plus
Journey of the Centre of the Earth plus is een livealbum van Rick Wakeman uit 2002. Het maakt deel uit van de Treasure Chest Box en is ook apart uitgegeven op 3 november 2003. Het album is een verbeterde uitgave van Unleashing The Tethered One, een bootleg van een concert uit de Journey to the Centre of the Earth-tour door de Verenigde Staten.

## Musici
- Rick Wakeman – toetsinstrumenten
- Ashley Holt – zang
- Mike Egan – gitaar
- Roger Newell – basgitaar
- Barney James – drums

## Tracklist
| Nr. | Titel                              | Duur  |
| --- | ---------------------------------- | ----- |
| 1.  | Journey to the Centre of the Earth | 39:45 |
| 2.  | Catherine Parr                     | 4:10  |
| 3.  | Catherine Howard                   | 9:48  |
| 4.  | Anne Boleyn                        | 7:08  |
| 5.  | The American Advert Concerto       | 5:06  |

## Bron
- Wakeman

Cd 1 = The Real Lisztomania ·
Cd 2 = The Oscar Concert ·
Cd 3 = The Missing Half ·
Cd 4 = Almost Classical ·
Cd 5 = The Mixture ·
Cd 6 = Medium Rare ·
Cd 7 = Journey to the Centre of the Earth plus ·
Cd 8 = Stories